# Bissiri
Bissiri est une commune rurale située dans le département de Kombissiri de la province du Bazèga dans la région Centre-Sud au Burkina Faso.

## Santé et éducation
Le centre de soins le plus proche de Bissiri est le centre médical avec une antenne chirurgicale ainsi que le centre de santé et de promotion sociale (CSPS) de Kombissiri.